# نجمان ياسين
نجمان ياسين عباس علي الجبوري (1952) هو كاتب وراوي وأديب عراقي.

## حياته
ولد نجمان ياسين في محافظة نينوى عام 1952، حاصل على شهادة البكالوريوس من جامعة الموصل عام 1976، والماجستير عام 1985، والدكتوراه عام 1990.

## المؤلفات
1. أعلام في التصوف الإسلامي
2. الإنسان والحرب: قادسية صدام في أعمال الفنان رحيم حسن
3. التاريخ الاقتصادي لعصر الرسالة والراشدين
4. الزواج في الإسلام في القرن الأول الهجري: دراسة في الأبعاد الاجتماعية والاقتصادية والسياسية
5. تأملات في التاريخ الاجتماعي والاقتصادي الإسلامي
6. جنون وما أشبه: قصص
7. ذلك النهر الغريب
8. رائحة التفاح: قصص
9. شعراء من العصر الجاهلي
10. غزال الحب والموت: قصائد
11. قصص
12. موسيقى سوداء: رواية